# Xynias lithosina
Xynias lithosina is een vlindersoort uit de familie van de prachtvlinders (Riodinidae), onderfamilie Riodininae.
Xynias lithosina werd in 1868 beschreven door H. Bates.